# Kodimole, Chamarajanagar
Kodimole là một làng thuộc tehsil Chamarajanagar, huyện Chamarajanagar, bang Karnataka, Ấn Độ.